# NGC 2371
NGC 2371 és una nebulosa planetària a la constel·lació dels Bessons. Té doble entrada en el Nou Catàleg General, pel que tant NGC 2371 com NGC 2372 s'hi refereixen.